# Cantó de Hesdin
El cantó de Hesdin és un cantó francès al districte de Montreuil (departament del Pas de Calais) amb capital a Hesdin. Té 22 municipis: Aubin-Saint-Vaast, Bouin-Plumoison, Brévillers, Capelle-lès-Hesdin, Caumont, Cavron-Saint-Martin, Chériennes, Contes, Guigny, Guisy, Hesdin, Huby-Saint-Leu, Labroye, La Loge, Marconne, Marconnelle, Mouriez, Raye-sur-Authie, Regnauville, Sainte-Austreberthe, Tortefontaine i Wambercourt.
| Data d'elecció                           | Identitat       | Partit           | Qualitat |
| ---------------------------------------- | --------------- | ---------------- | -------- |
| 1951-1964                                | Henri Catteau   | MRP              |          |
| 1964-1988                                | André Fréville  | SFIO, després PS |          |
| 1988-1994                                | Christian Petit | PS               |          |
| 1994-2008                                | Michel Dransart | RPR, després UMP |          |
| 2008-                                    | Robert Therry   | Divers droite    |          |
| les dades anteriors no són pas conegudes |                 |                  |          |

| A partir de 1990: Població sense dobles comptes |